# Jeziorna (Piotrków Trybunalski)
Osiedle Jeziorna – osiedle w Piotrkowie Trybunalskim.
Na osiedlu znajdują się wyłącznie domy jednorodzinne. Graniczy z osiedlem Wierzeje.